# Alfie (película de 2004)
Alfie es una película britano-estadounidense cómica-romántica de 2004, protagonizada por Jude Law. Fue escrita y dirigida por Charles Shyer y es una reedición del filme de 1966 del mismo nombre, protagonizada por Michael Caine.
La versión de 2004 tiene lugar en Nueva York, a diferencia de la versión original, que lo hace en Londres. El filme de 2004 muestra los enormes cambios en la sociedad desde que la película original fue realizada.
La música fue compuesta por el Rolling Stone Mick Jagger, el antiguo miembro de Eurythmics David A. Stewart y John Powell e incluye 13 canciones originales y una reedición del tema de la película original.
La película fue lanzada por Paramount Pictures, quienes estrenaron otras dos películas con Jude Law en 2004: Sky Captain y el mundo del mañana, dirigida por Kerry Conran, y Lemony Snicket's A Series of Unfortunate Events, dirigida por Brad Silberling.

## Argumento
El filme inicia introduciendo a Alfie (Jude Law), un carismático, encantador, alegre, promiscuo y metrosexual cockney que reside en Nueva York. Alfie financia su estilo de vida hedonista trabajando como chofer para un servicio local de limusinas.
Conocer, enamorar y seducir mujeres hermosas es el segundo trabajo de Alfie. Además de mantener una relación casual con una madre soltera llamada Julie (Marisa Tomei), a quien él se refiere como una "cosa semi-permanente-casi-novia", también se acuesta con otras mujeres, como Dorie (Jane Krakowski), quien está casada pero su esposo es negligente con ella. Mientras su relación con Julie parece llevar a un compromiso (Alfie es muy amable con ella y adora a su hijo Max), con Dorie la relación es meramente carnal (se encuentran regularmente para tener sexo después del trabajo en la limusina). A la primera muestra de que Dorie quiere que su relación crezca a algo más, Alfie decide romper todo contacto.
Alfie demuestra una actitud demasiado superficial y auto-indulgente debido a que tan sólo ve a las mujeres como objetos, terminando la relación cuando empieza a sentir que ellas están obstaculizando su estilo.
El mejor amigo de Alfie, Marlon (Omar Epps), también es un chofer de limusina en la misma compañía. Además de la amistad, ambos planean iniciar su propio negocio como socios. Sin embargo, por el momento, Marlon está ocupado tratando de recuperar a su exnovia Lonette (Nia Long), quien lo abandonó luego de descubrir que él era infiel. A pesar de los intentos desesperados de Marlon, ella lo ignora. Cuando se le acaban las ideas a Marlon, este le pide a Alfie ayuda una noche en el bar donde Lonette trabaja como camarera. Cuando el personal ha cerrado y abandonado el lugar, Alfie trata de persuadir a Lonette para que vuelva con Marlon. Sin embargo, la conversación toma otra dirección y, luego de varias bebidas, terminan teniendo sexo apasionado en la mesa de billar. Alfie teme tener que enfrentar a su amigo en el caso de que él se entere de lo que pasó, pero Marlon le comunica que Lonette volvió con él el mismo día después de su "conversación" con Alfie.
Ese mismo día, cuando va al apartamento de Julie en busca de sexo, Alfie descubre que ella no quiere verlo más, ya que encontró pruebas de su infidelidad (la ropa interior roja de Dorie). Sin embargo, esto no afecta a Alfie.
Pronto Alfie recibe más noticias desagradables, esta vez de Lonette: ella está embarazada. Sin decirle nada a Marlon, ambos visitan una clínica donde ella tiene un aborto. Luego de esto, Marlon y Lonette se mudan inesperadamente, sin siquiera decirle adiós a Alfie.
Posteriormente, Alfie descubre que sufre de disfunción eréctil, lo que le causa serios problemas con sus conquistas. Luego de tratar de tener sexo sin éxito con varias mujeres, Alfie visita un doctor quien lo examina y le dice que no hay ningún problema físico y que sus problemas eréctiles se deben al estrés. Al mismo tiempo, el doctor encuentra un abultamiento y dictamina que puede deberse a cáncer testicular. Alfie se somete a un examen y pasa varios días yendo a buscar los resultados a la clínica. En uno de estos viajes, conoce a Joe (Dick Latessa), un viudo que le aconseja buscar una relación estable. Poco después, Alfie descubre que no tiene cáncer.
Después de esto, Alfie decide buscar el amor. Para esto, elige una bella joven llamada Nikki (Sienna Miller) antes de Navidad y rápidamente empiezan una apasionada y turbulenta relación. Luego de mudarse juntos, Alfie está descontento al tener que adaptarse a los bruscos cambios de humor de Nikki, producto de su decisión de no tomar sus medicamentos. Conforme se aleja emocionalmente de Nikki, Alfie se fija en una mujer mayor llamada Liz (Susan Sarandon), a quien conoce en compañía de un hombre mayor mientras realiza su trabajo. Aunque Alfie disfruta de la alta sociedad de ella, Liz, a diferencia de las otras mujeres en la vida de Alfie, no parece querer llevar la relación más allá de lo físico. 
Poco después, Alfie tiene la oportunidad de encontrarse con Julie en un café y vuelven a surgir sus sentimientos hacia ella. Para su desgracia, ella tiene una feliz relación con otro hombre, lo que hace que Alfie lamente sus años de promiscuidad. Una visita a su viejo amigo Marlon y su ahora esposa, Lonette, revela que realmente ella nunca abortó y que dio a luz el hijo de Alfie. Alfie también se entera de que Marlon sabe que Alfie es el padre del niño, pero decidió quedarse. Alfie se marcha sintiéndose mal. Regresa a donde Liz en busca de seguridad y confort, pero descubre que ella tiene un nuevo hombre en su vida. Alfie le pregunta que tiene el nuevo novio que él no, y ella simplemente explica que "él es más joven que tú". Impactado y desanimado por cada uno de los golpes, Alfie finalmente llega a aprender, por las malas, que su estilo de vida hedonista y su actitud tan superficial y auto-indulgente tienen grandes consecuencias.

## Reparto
- Jude Law - Alfie
- Renée Taylor - Lu Schnitman
- Jane Krakowski - Dorie
- Marisa Tomei - Julie
- Susan Sarandon - Liz
- Sienna Miller - Nikki
- Nia Long - Lonette
- Omar Epps - Marlon

## Banda sonora
Por la canción "Old Habits Die Hard", Mick Jagger y David A. Stewart ganaron el Broadcast Film Critics Association Award, el Globo de Oro, el Sierra Award y el World Soundtrack Award.

## Lugares de filmación
- Londres, Inglaterra
- Liverpool, Inglaterra (como Nueva York)
- Mánchester, Inglaterra (como Nueva York)
- Tilbury, Inglaterra (algunas escenas de muelles)
- Park Avenue, Manhattan, Nueva York
- Waldorf-Astoria, Nueva York